# سیارک ۴۷۳۱
سیارک ۴۷۳۱ (به انگلیسی: 4731 Monicagrady، نامگذاری:1981EE9) چهار هزار و هفتصد و سی و یکمین سیارک کشف شده‌است که در ۱ مارس ۱۹۸۱ کشف شد.
قدر مطلق سیارک برابر ۱۴٫۱۰ است.